# Jardín Botánico de la Universidad de Wurzburgo
El Jardín Botánico de la Universidad de Wurzburgo en alemán: Botanischer Garten der Universität Würzburg es un jardín botánico de 9 hectáreas de extensión administrado por la Universidad de Wurzburgo, Alemania.
El código de identificación internacional del Botanischer Garten der Universität Würzburg como miembro del "Botanic Gardens Conservation International" (BGCI), así como las siglas de su herbario es WURZB.

## Localización
Se ubica en "Mittlerer Dallenbergweg"
Botanischer Garten der Universitaet, Julius-von-Sachs-Platz 4, Würzburg-Wurzburgo, Bayern-Baviera, Deutschland-Alemania.
Planos y vistas satelitales.49°45′55.08″N 9°55′52.68″E / 49.7653000, 9.9313000
Está abierto todos los días y la entrada es gratuita.

## Historia
El jardín fue establecido en 1696 primeramente como jardín de plantas medicinales en lo que actualmente es el parque del "Julius Hospital" en el centro de ciudad. Su primer catálogo, publicado en 1722, enumeró 423 tipos de plantas incluyendo 52 de la región, así como del Mediterráneo (127 variedades), Sudáfrica (64), Asia (29), Centro y Suramérica (26), Norteamérica (21), e islas atlánticas (7).
Su primer invernadero fue construido en 1722, con tres invernaderos adicionales agregados entre 1739 y 1741; todos fueron substituidos por cuatro nuevos invernaderos entre 1787 y 1789. A finales de 1700, sin embargo, la mayor parte del jardín de plantas medicinales fue convertido en jardines ornamentales, y para 1791 había solamente 3000 m² para las plantas medicinales. Sin embargo, este espacio fue cultivado intensivamente, y contenía más de 6000 especies.

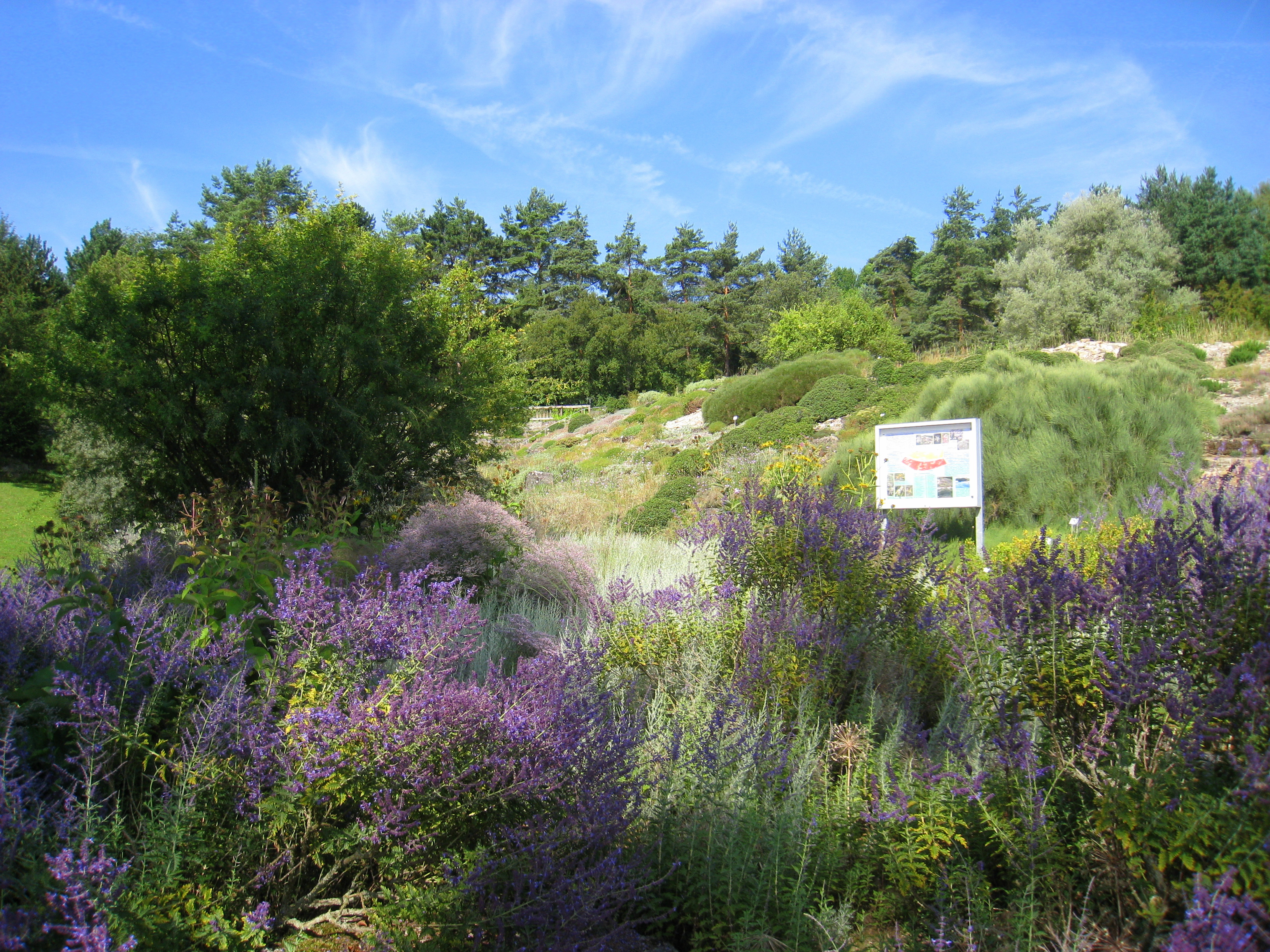
Vista general.

En 1833 el jardín fue reorganizado según la taxonomía de Linneo, y en 1854 la administración fue asignada a la universidad aunque era sostenido en común con el hospital. Como parte de este nuevo arreglo, el jardín se trasladó en 1854 sobre los terrenos de la universidad, después se trasladó otra vez en 1873 a un sitio cerca del anterior instituto de física, ahora marcado por el monumento de la radiografía que honraba el descubrimiento 1895 de la radiografía por Wilhelm Conrad Röntgen.
A inicios de 1960 el jardín se trasladó a su localización actual en los límites de la ciudad, con las colecciones de plantas recolocadas en 1968 en un jardín de 7.5 hectáreas, siendo la ceremonia de inauguración en 1971, y en 1978 una adición de 1.5 hectáreas más.

## Colecciones
Actualmente el jardín cultiva unacoleción de 10 000 especies de plantas documentadas, con las colecciones especializadas de plantas tales como tubérculos y cebollas, así como las plantas nativas y exóticas raras, y que honra al naturalista de Würzburg Philipp Franz von Siebold (1796-1866) quién exploró las plantas de Japón. El jardín contiene las áreas principales siguientes:

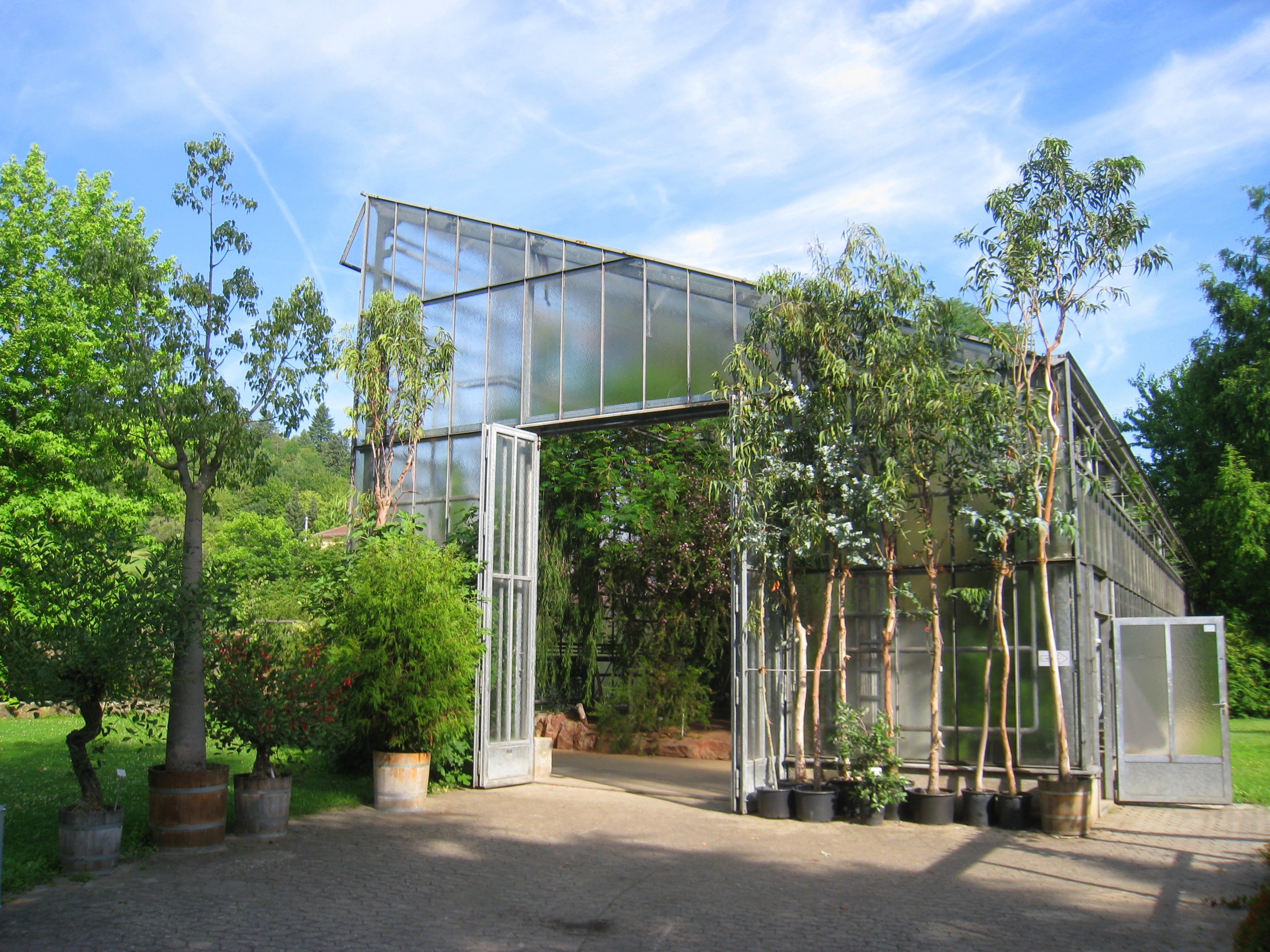
Casa Mediterránea.

- Instituto de las Ciencias Vegetales Julius-von-Sachs
- Invernaderos Tropicales
- Patio Mediterráneo
- Invernadero Mediterráneo
- Jardín Mediterráneo
- Plantas Alpinas y Alpinum
- Plantas medicinales
- Plantas de la pradera Norteamericana y cactus resistentes al invierno
- Arboreto
- Jardín del extremo Oriente
- Bosque europeo y prados
- Plantas de estanques y pantanos
- Plantas de interés para cosechas
- Plantas silvestres de la región
- Colección de Paeonias
- Herbario que contiene unos 100,000 especímenes, con el pliego más antiguo datado en 1810.

Entre sus colecciones especiales destacan las dedicadas a Saxifraga, Androsace, Dionysia, Cyclamen, Fritillaria, y Crocus.

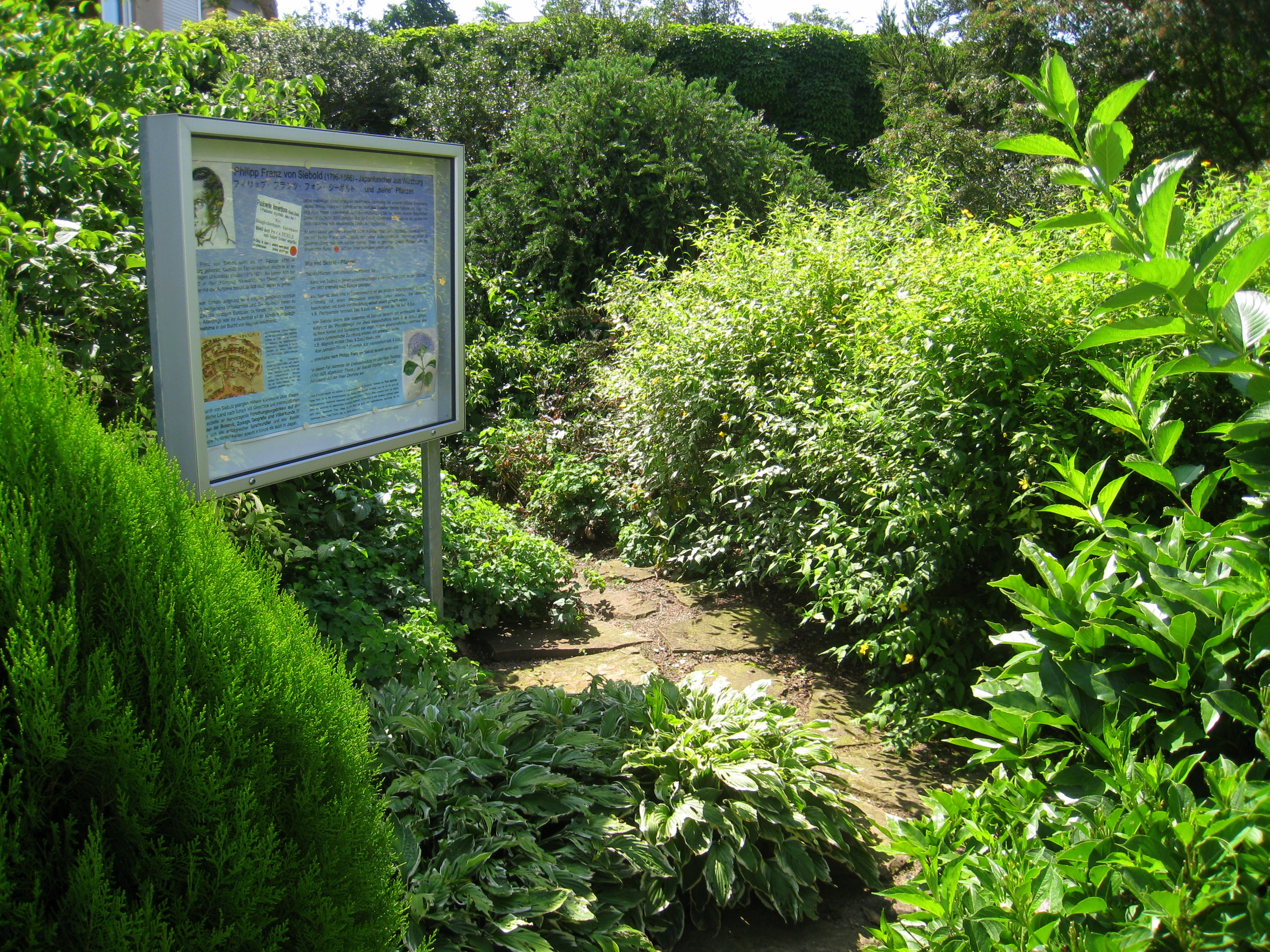
Botanischer Garten der Universität Würzburg.
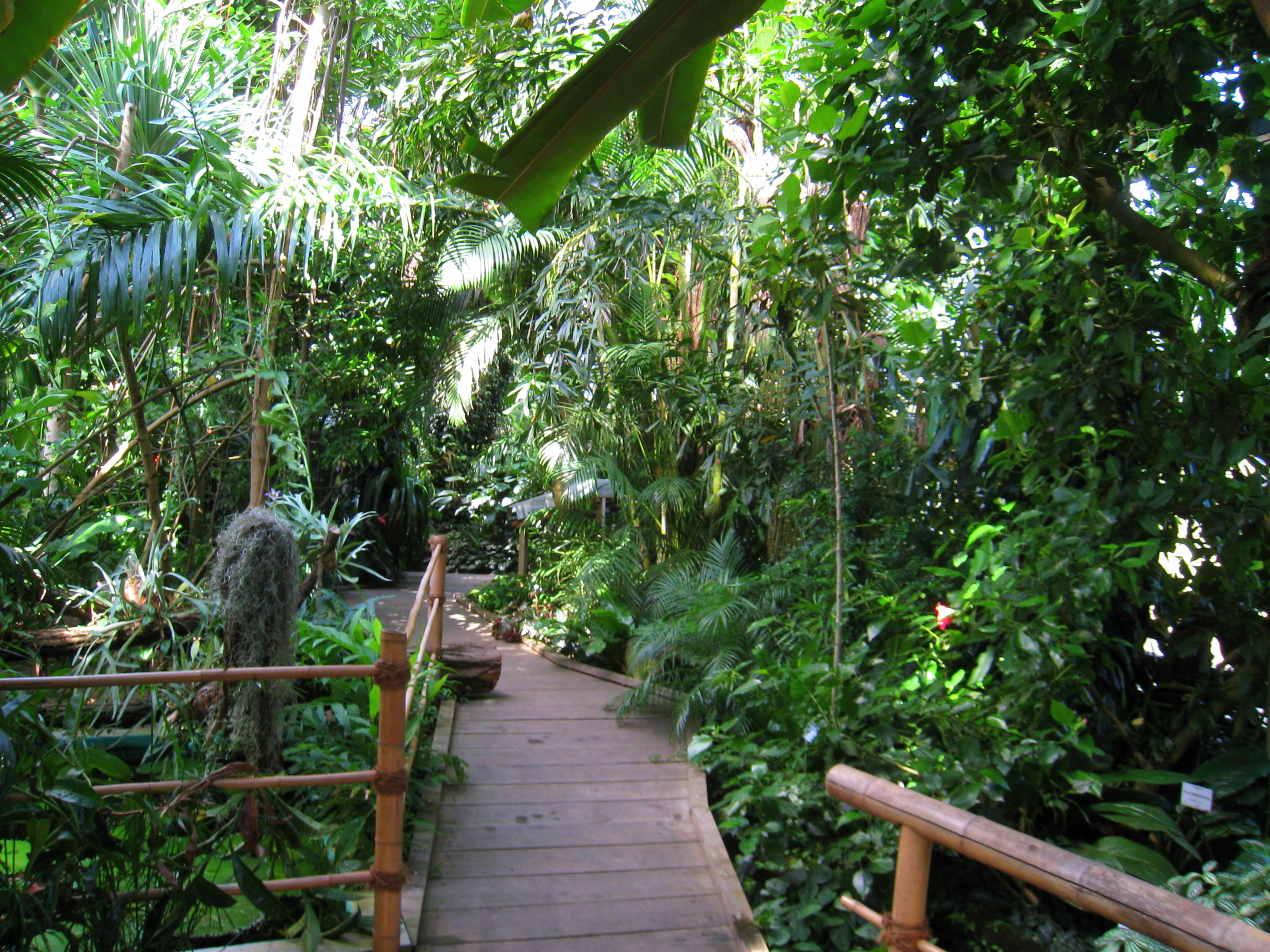
Interior del invernadero.
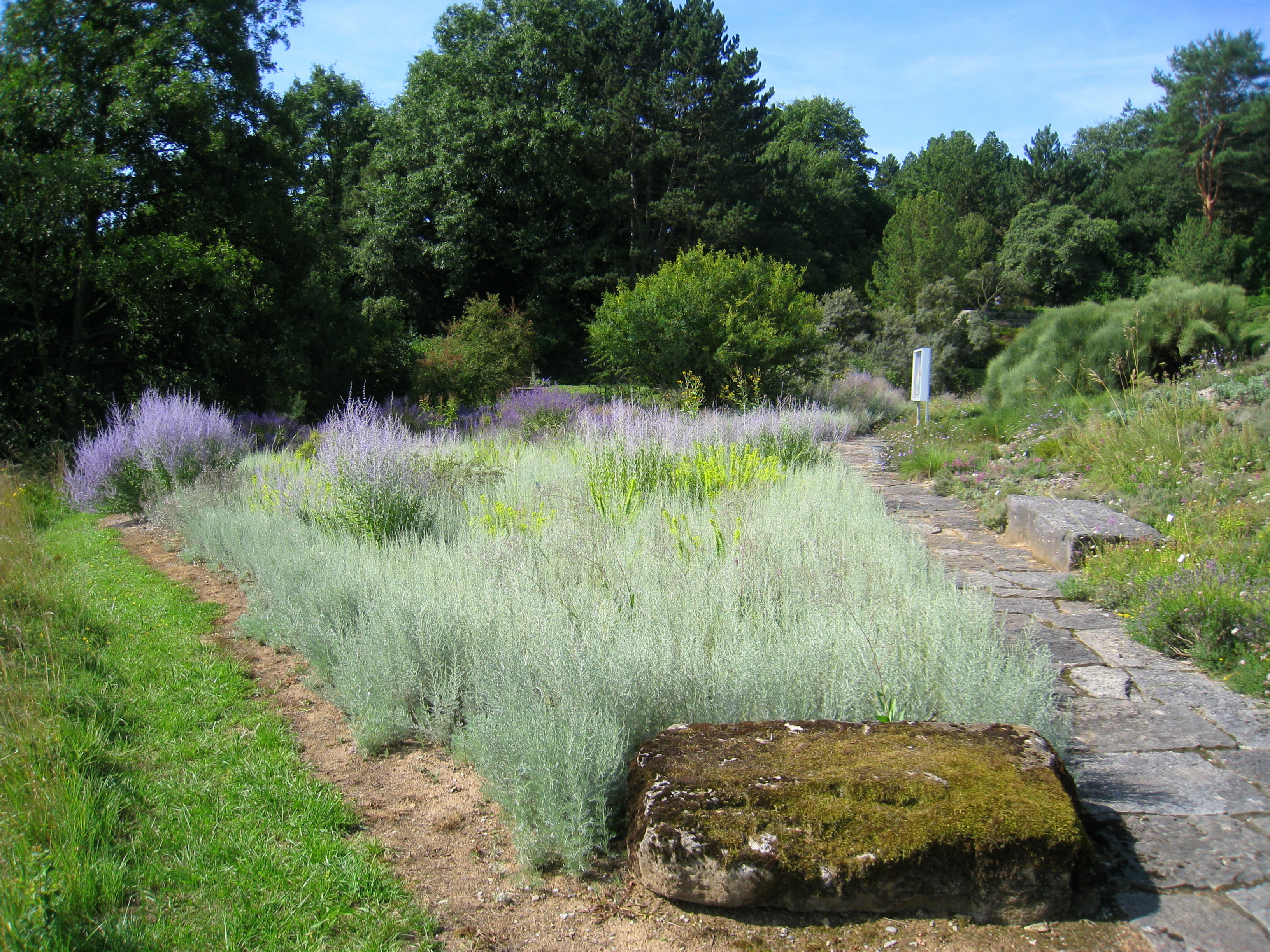
Hierbas en el Botanischer Garten der Universität Würzburg.
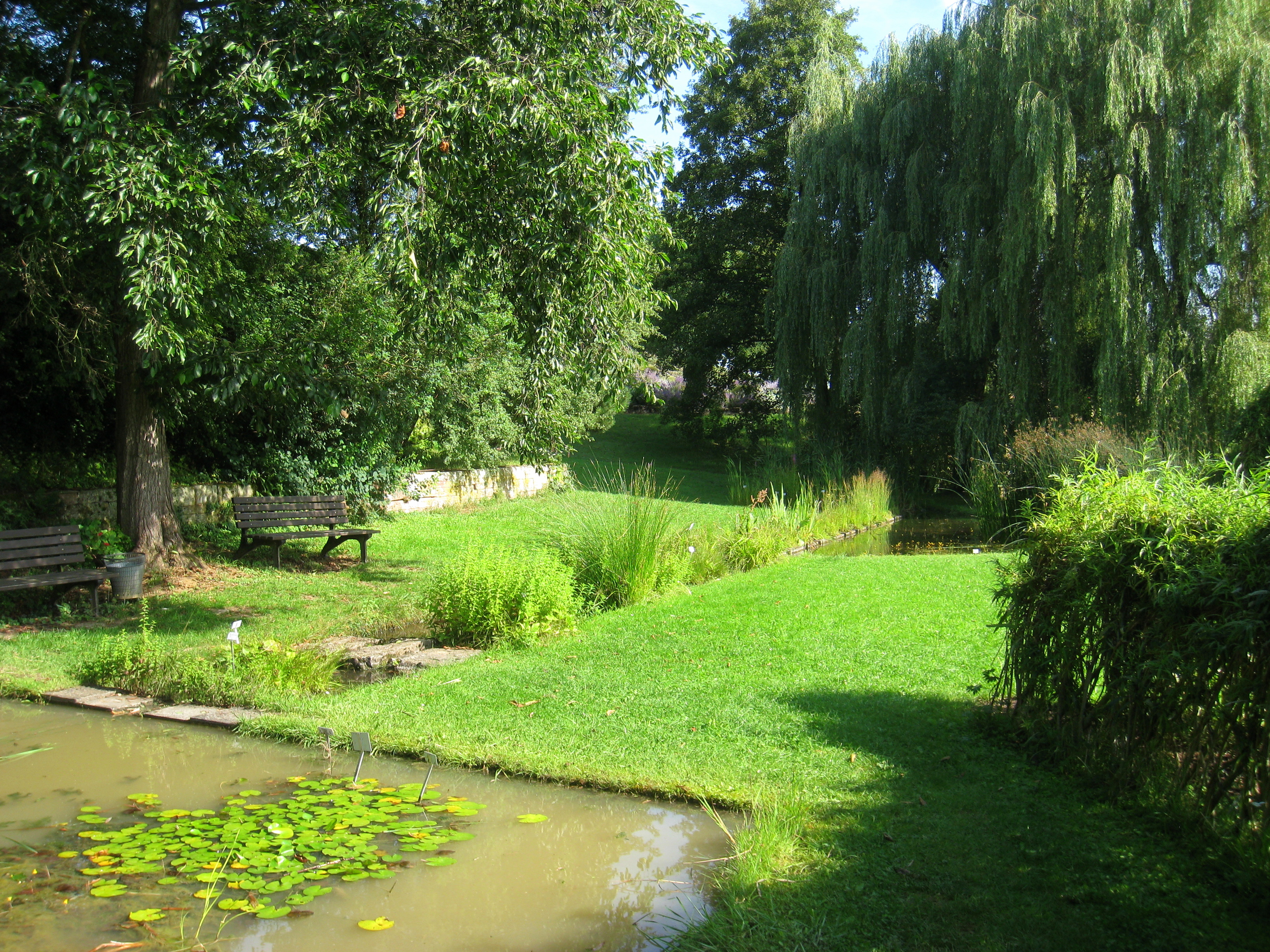
Plantas acuáticas y de humedales.